# Koninklijke goedkeuring
Een Koninklijke goedkeuring was volgens het Nederlandse recht van 1855 t/m 1976 nodig wanneer een vereniging rechtspersoonlijkheid wilde krijgen.
Sinds de invoering in Nederland van de Franse Code Pénal in 1811 was voor het oprichten van een vereniging van meer dan 20 personen een voorafgaande machtiging van de overheid nodig. Was dit eenmaal gebeurd, dan kreeg de vereniging automatisch rechtspersoonlijkheid. Met de invoering van de Wet op de Vereniging en Vergadering van 1855 kwam deze machtiging te vervallen en kreeg iedereen de vrijheid om een vereniging op te richten. Een zodanig opgerichte vereniging had echter nog geen rechtspersoonlijkheid en kon daardoor bijvoorbeeld geen registergoederen, zoals een gebouw, verwerven.
Om rechtspersoonlijkheid te verkrijgen moest toestemming van de overheid worden verkregen, de zogeheten koninklijke goedkeuring. Hiervoor diende men de statuten van de vereniging te laten goedkeuren door het Ministerie van Justitie. Voor verenigingen die korter dan 30 jaar waren aangegaan werd de goedkeuring en daarmee de rechtspersoonlijkheid verleend bij koninklijk besluit, voor een duur langer dan 30 jaar bij wet. Om deze laatste, moeilijker weg te ontlopen werden verenigingen doorgaans voor iets korter dan 30 jaar aangegaan, waarna een verzoek tot verlenging kon worden ingediend.
De goedgekeurde statuten werden in de Staatscourant gepubliceerd en bijgehouden in het Verenigingenregister bij het Ministerie van Justitie. Over de periode 1875-1976 bevat dit register ongeveer 80.000 dossiers.
De koninklijke goedkeuring mocht volgens art. 7 van de Wet van 1855 alleen worden geweigerd op grond van het algemeen belang. Dat criterium liet de overheid de nodige ruimte om verenigingen te toetsen aan de wet, aan ongeschreven recht, maar ook aan de openbare zeden. Om die reden werd bijvoorbeeld het verzoek om goedkeuring door de homo-emancipatievereniging COC tweemaal geweigerd; uiteindelijk werd dit verzoek pas in 1973, 27 jaar na haar oprichting, gehonoreerd.
De koninklijke goedkeuring verdween bij de invoering van Boek 2 van het Nieuw Burgerlijk Wetboek (NBW) in 1976. Sindsdien heeft elke vereniging rechtspersoonlijkheid, zij het dat de bestuurders hoofdelijk aansprakelijk blijven zolang de statuten niet door een notaris in een authentieke akte zijn opgenomen.